# Усатые гольцы
Усатые гольцы(лат. Barbatula) — род пресноводных лучепёрых рыб семейства Nemacheilidae.
Тело длиной от 10 до 22 см. Окраска оранжевая, золотистая или желтоватая с тёмными пятнами. Это придонные рыбы. Питаются беспозвоночными, личинками насекомых, растительной пищей. Обитают в реках Индии, Китая, Монголии, Тибета. В России — 2 вида: обыкновенный голец (Barbatula barbatula) обитает в реках Европейской части и сибирский голец-усач (Barbatula toni) — в реках Сибири и Сахалина.

## Классификация
Род насчитывает 18 видов:
- Barbatula altayensis S. Q. Zhu, 1992
- Barbatula barbatula (Linnaeus, 1758) — Обыкновенный голец
- Barbatula cobdonensis (Gundrizer, 1973)
- Barbatula compressirostris (Warpachowski, 1897)
- Barbatula dgebuadzei (Prokofiev, 2003)
- Barbatula golubtsovi (Prokofiev, 2003)
- Barbatula markakulensis (Men'shikov, 1939)
- Barbatula minxianensis (X. T. Wang & S. Q. Zhu, 1979)[3]
- Barbatula nuda (Bleeker, 1864)
- Barbatula oreas (D. S. Jordan & Fowler, 1903)
- Barbatula potaninorum (Prokofiev, 2007)
- Barbatula quignardi (Băcescu-Mester, 1967)
- Barbatula restricta Prokofiev, 2015[3]
- Barbatula sawadai (Prokofiev, 2007)
- Barbatula sturanyi (Steindachner, 1892)
- Barbatula tomiana (Ruzsky), 1920)
- Barbatula toni (Dybowski, 1869) — Сибирский усатый голец
- Barbatula zetensis (Šorić, 2001).